# Faro (vino)
Il faro  è un vino DOC prodotto nel comune di Messina

## Vitigni con cui è consentito produrlo
- Nerello mascalese dal 45 al 60%
- Nerello cappuccio dal 15 al 30%
- Nocera dal 5 al 10%
- Nero d'Avola o Calabrese, Gaglioppo o Monsonico Nero, Sangiovese  singolarmente o congiuntamente fino ad un massimo del 15%.[1]

## Caratteristiche organolettiche
- colore: rosso rubino più o meno intenso, tendente al rosso mattone con l'invecchiamento;
- profumo: delicato, etereo, persistente;
- sapore: asciutto, armonico, di medio corpo, caratteristico;

## Abbinamenti consigliati
Piatti di carne arrosto o in casseruola con aromi mediterranei, cacciagione e selvaggina; formaggi stagionati a pasta dura o semidura.

## Produzione
Provincia, stagione, volume in ettolitri
- Messina  (1990/91)  28,0
- Messina  (1991/92)  30,08
- Messina  (1992/93)  76,03
- Messina  (1993/94)  33,0
- Messina  (1994/95)  138,72
- Messina  (1995/96)  50,75